# منتخب غيانا لاتحاد الرغبي للسيدات
منتخب غيانا لاتحاد الرغبي للسيدات هو ممثل غيانا الرسمي في المنافسات الدولية في اتحاد الرغبي للسيدات .